# Cot Batee Keubeu
Cot Batee Keubeu är en kulle i Indonesien.   Den ligger i provinsen Aceh, i den västra delen av landet, 1 700 km nordväst om huvudstaden Jakarta. Toppen på Cot Batee Keubeu är 131 meter över havet.
Terrängen runt Cot Batee Keubeu är platt åt nordväst, men åt sydost är den kuperad. Terrängen runt Cot Batee Keubeu sluttar norrut.  Trakten runt Cot Batee Keubeu är nära nog obefolkad, med mindre än två invånare per kvadratkilometer. I omgivningarna runt Cot Batee Keubeu växer i huvudsak städsegrön lövskog.